# Веселе Поле (Криворізький район)
Весе́ле По́ле — село в Україні, у Девладівській сільській громаді Криворізького району Дніпропетровської області.
Орган місцевого самоврядування — Девладівська сільська рада. Населення — 311 мешканців.

## Географія
Село Веселе Поле знаходиться на кордоні колишніх Криворізького і Софіївського районів, на відстані 2,5 км від села Зелене Поле, за 3 км від села Маяк, за 4 км від села Водяне і за 12,6 км від селища Софіївки. Село витягнуто на 4 км. Північна частина знаходиться поруч з витоком балки Крута, по південь протікає пересихаючий струмок однієї з гілок балки Водяна.

## Історія
Село було засноване в 1926 році в період НЕПу. Люди переїжджали в нове село за земельними наділами, які виділялися на нових землях, в основному це були жителі Софіївки. Пізніше в селі було організовано відділення колгоспу ім. Ілліча з центральною садибою в селі Водяне. До 21 січня 1987 село було в підпорядкуванні Водянської сільської ради.

## Населення

### Мова
Розподіл населення за рідною мовою за даними перепису 2001 року:
| Мова            | Відсоток |
| --------------- | -------- |
| українська      | 93,6 %   |
| російська       | 6,1 %    |
| інші/не вказали | 0,3 %    |

## Характеристика

### Об'єкти соціальної сфери
- Комунальний заклад Веселопільська сільська бібліотека»
- Комунальний заклад «Веселопільський Будинок культури». У приміщенні старої школи, яка згоріла під час війни.

●  Сільське відділення поштового зв'язку «Водяне» Центру поштового зв'язку № 2 м Кривий Ріг Дніпропетровської    дирекції ДП «Укрпошта» (c. Водяне, вул. Гончарова, 35). Поштовий індекс: 53130.
- Магазин № 2.

### Об'єкти економічної сфери
- Олійниця.

### Вулиці
- Вулиця Центральна (північна частина).
- Вулиця Широка (південна частина).

## Транспорт

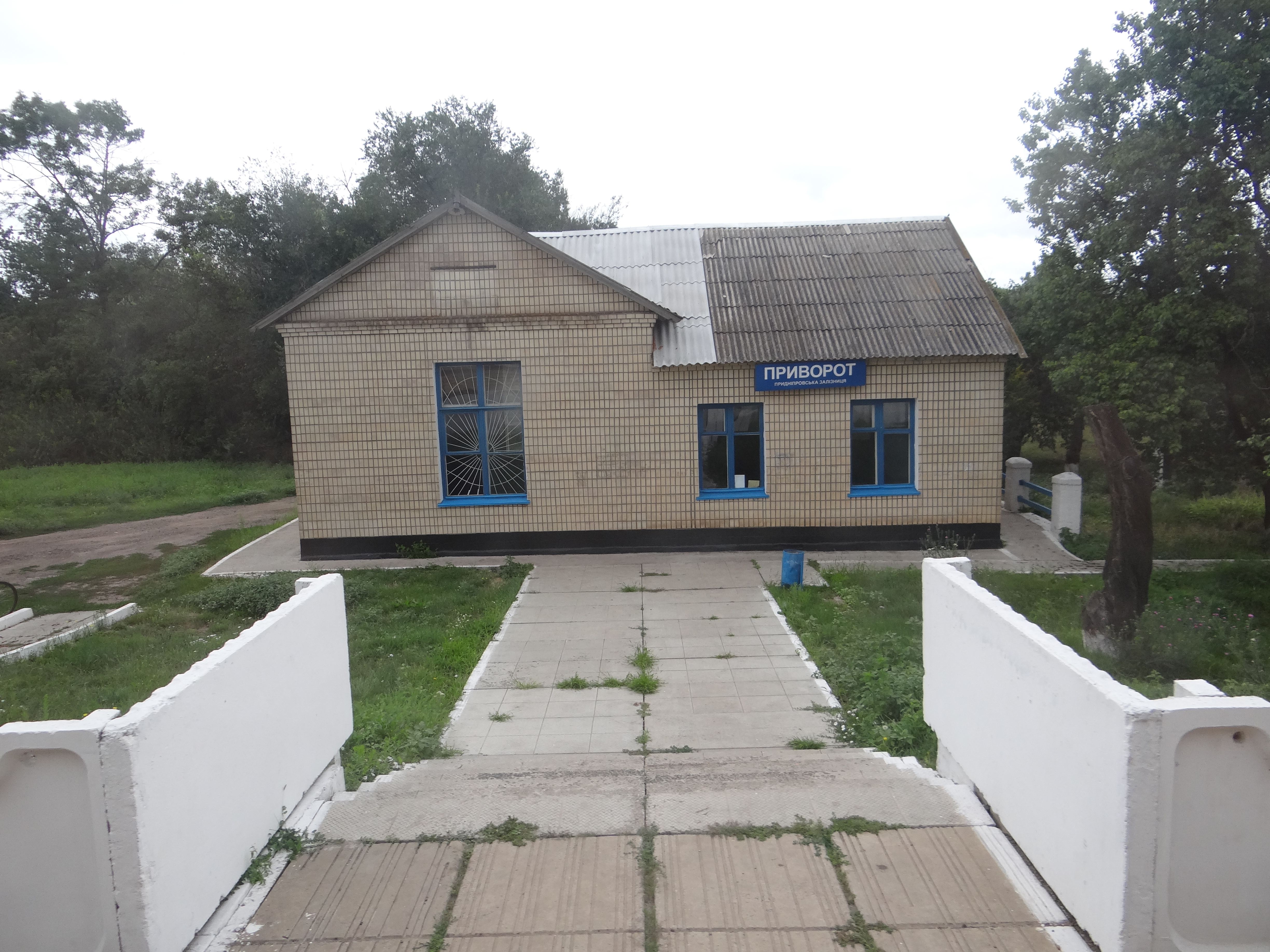
Станція Приворот

Через село проходить лінія Придніпровської залізниці сполученням Кривий Ріг — Дніпропетровськ зі станцією Приворот, а також автомобільна дорога місцевого значення сполученням Кривий Ріг (Терни) — Софіївка.

## Пам'ятки
- Військове поховання 159-ти радянських воїнів[3].
- За 4 кілометри від села розташований Меморіальний комплекс «Могила Баба».

## Цікаві факти
На невеликій відстані від села розташовані ще кілька «полів»:
- Зелене Поле
- Кам'яне Поле
- Високе Поле
- Поле
- Райполе

Всього на території України 2 населених пункти з назвою Веселе Поле.

## Інтернет-посилання
- Погода в селі Веселе Поле